# Terekay-Schienenschildkröte
Die Terekay-Schienenschildkröte (Podocnemis unifilis) gehört zur Gattung der Schienenschildkröten (Podocnemis). 

## Beschreibung
Die Tiere erreichen eine Länge von bis zu 45 cm und ein Gewicht von bis zu 8 Kilogramm. Die Männchen sind kleiner und leichter als die Weibchen. Der Carapax ist olivgrün bis bräunlich gefärbt. Die gelben Flecken auf dem Kopf sind kennzeichnend für die Art.

## Vorkommen
Die Terekay-Schienenschildkröte kommt in Süßgewässern in Brasilien, Peru, Venezuela, Kolumbien, Bolivien und Ecuador, insbesondere im Amazonas und Orinoco, vor.

## Nahrung
Das Nahrungsspektrum der Tiere reicht von Wasserpflanzen, Algen bis zu Schnecken, Insekten und Fischen. Die Art bevorzugt die pflanzliche Kost.

## Fortpflanzung
Die Weibchen legen in eine Grube 4 bis 35 Eier. Die Jungtiere schlüpfen nach 60 bis 70 Tagen. Das Geschlecht wird durch die Höhe der Bruttemperatur im Laufe der Embryonalentwicklung bestimmt. In Temperaturbereichen ab 31 Grad Celsius schlüpfen überwiegend Weibchen. Die Geschlechtsreife erreichen die Tiere ab einer Körpergröße von 30 Zentimeter.

## Parasiten
Paraorientatractis semiannulata ist ein im Dickdarm der Terekay-Schienenschildkröte parasitierender Spulwurm.

## Gefährdung
In der Roten Liste der IUCN wird die Terekay-Schienenschildkröte als „gefährdet“ (vulnerable) eingestuft, allerdings stammt diese Einstufung noch von 1996.